# Дерибасовская улица

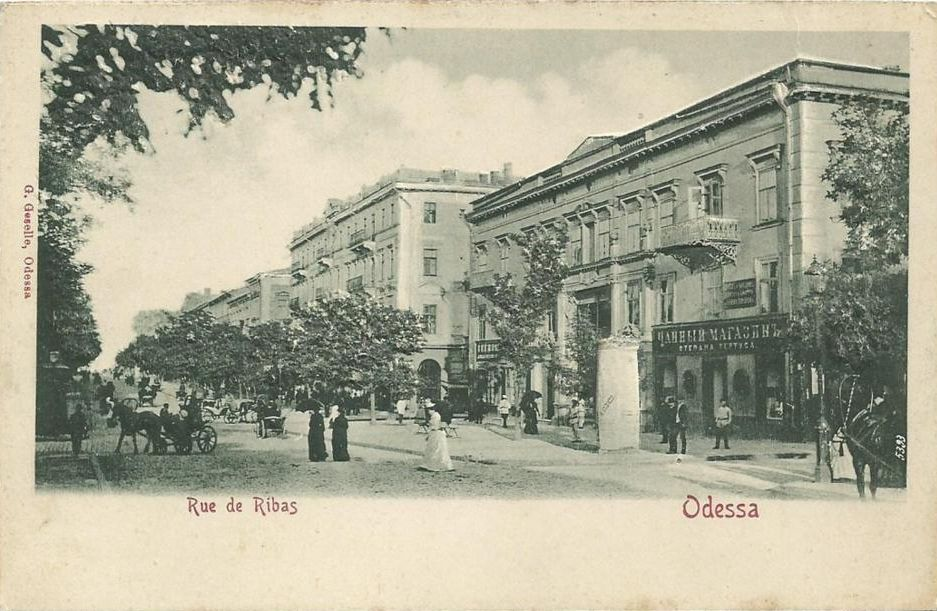
Вид Дерибасовской улицы на углу Гаванной. Начало XX века. Почтовая открытка. Фин де секль

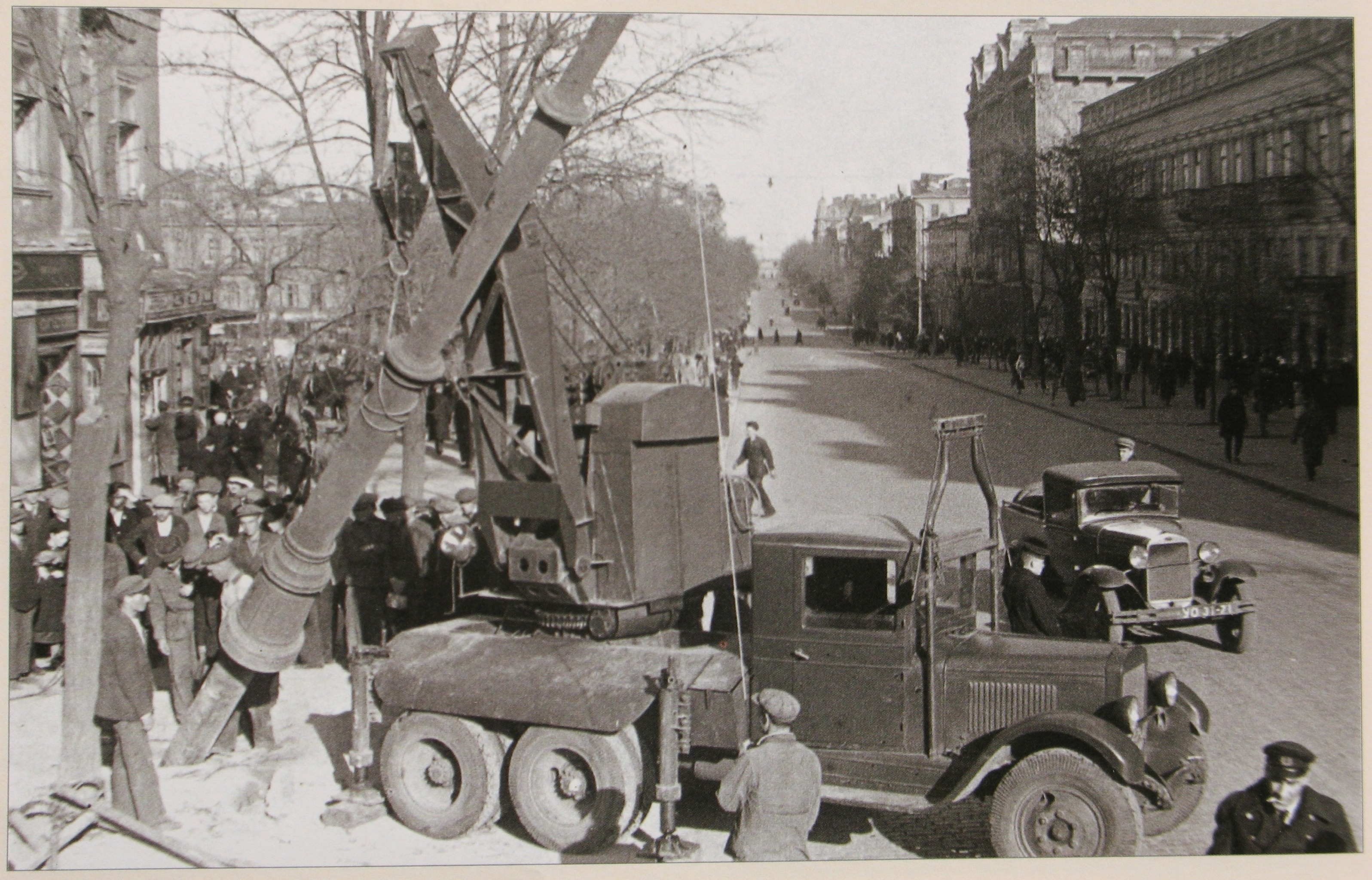
Кран на базе ЗИС-6 устанавливает опору троллейбусной линии на улице Чкалова, Одесса, весна 1941 года.

Дериба́совская у́лица (укр. Дерибасівська вулиця; прежние названия: улица Чкалова, Лассаля, Гимназская) — одна из центральных улиц города Одесса, является одной из главных достопримечательностей города.
Улица расположена параллельно Ланжероновской и Греческой улицам, между улицами Преображенской и Польской. Проезжая часть выложена брусчаткой. С конца XX века бо́льшая часть Дерибасовской закрыта для движения транспорта и является пешеходной зоной. Дерибасовская является популярным местом гуляний. На Дерибасовской находятся многочисленные кафе и магазины. Популярен также и примыкающий к улице Городской сад, первый в Одессе.

## История
Своё название (первоначально итал. La strata Ribas) улица получила в честь Хосе де Рибаса, основателя Одессы и её первого градоначальника, чей дом располагался на этой улице. Позднее тут жил его брат, Феликс де Рибас.
Первоначальное название улицы — Садовая. С 1804 года — Гимназская, иногда встречается название Гимназическая. Названа в честь Коммерческой гимназии, открытой по указу третьего градоначальника города Ришельё 16 апреля 1804 года. Первоначально улицу разделяла Военная балка, которая спускалась к военной гавани, и по улице проходил мост, который отделял Греческую площадь от Ланжероновской улицы. Поскольку в этом месте балка была неглубока, то вскоре её засыпали.
С 6 июля 1811 года улица называется Дерибасовская или де Рибасовская, с 1814 года — просто Рибасовская, с 1836 года встречается название Де-Рибасовская, д’Рибасовская. После установления в Одессе советской власти 30 апреля 1920 года улицу переименовали в улицу Лассаля. После гибели лётчика-испытателя Чкалова в 1938 году улица была переименована в улицу Чкалова. С 19 ноября 1941 года, после установления в Одессе румынской власти, улице вернули её историческое имя.

## Достопримечательности
- дом № 17 Доска Василию Кандинскому[2]
- дом № 19 (1842, архитектор Г. Торичелли)
- дом № 22 Дом Исаковича
- дом № 27 (1837, архитектор Г. Торичелли, собственный дом)
- дом № 29 (Гостиница «Большая Московская», 1901—1904., архитектор Л. Влодек)

### Городской сад
Рядом с Дерибасовской, между Преображенской и Гаванной улицами, находится первый парк Одессы, заложенный в 1803 году, почти сразу после основания города, братьями Хосе и Феликсом де Рибас. Участок земли, на котором был устроен городской сад, был подарен городу Феликсом де Рибасом в 1806 году.
В 2006—2007 годах городской сад находился на реставрации, после которой в нём появился поющий фонтан, была отреставрирована круглая крытая сцена, где проходят выступления симфонических оркестров. Также Горсад известен своими памятниками: некоторые из них стали символами Одессы. Это памятники льву и львице со львятами, монумент «Двенадцатый стул», установленный в честь книги Ильфа и Петрова «Двенадцать стульев», памятник Леониду Утёсову и памятник пилоту и спортсмену начала XX века Сергею Уточкину.

### Памятник Иосифу де Рибасу
Установлен в самом начале Дерибасовской (на пересечении с Польской улицей). Де Рибас изображён опирающимся на лопату и держащим в руке план города.

### Памятник Людвику Заменгофу
Первый и единственный на Украине памятник Людвику Заменгофу, создателю языка эсперанто. Находится в Одессе во дворике на Дерибасовской, 3. Установлен в 1959 году. Скульптор — Николай Блажков.

## В искусстве
- Дерибасовская как место действия фигурирует во многих так называемых «одесских» песнях, самыми известными из которых являются «На Дерибасовской открылася пивная» и «Как на Дерибасовской, угол Ришельевской».

### Фильмография
- «На Дерибасовской хорошая погода, или На Брайтон-Бич опять идут дожди» — российский фильм 1992 года.
- «Приморский бульвар» — советский фильм 1988 года.

## Галерея

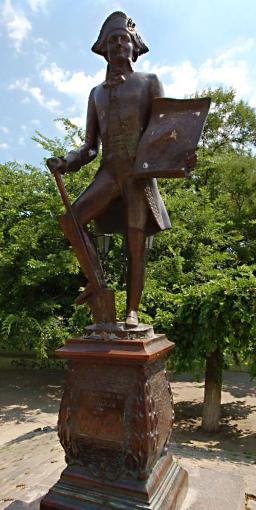
Памятник Иосифу Де Рибасу.
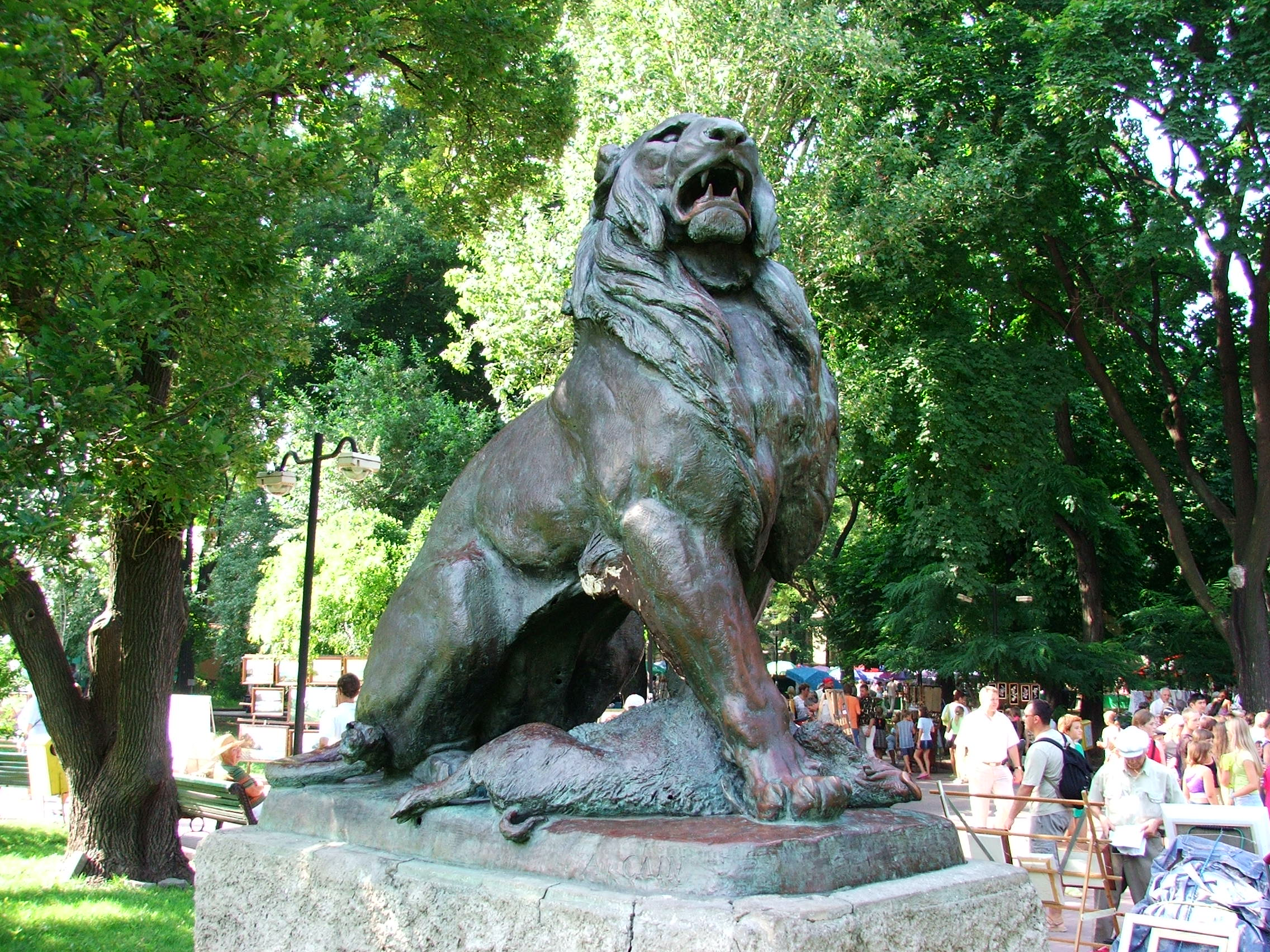
В Городском саду на Дерибасовской — скульптура льва.
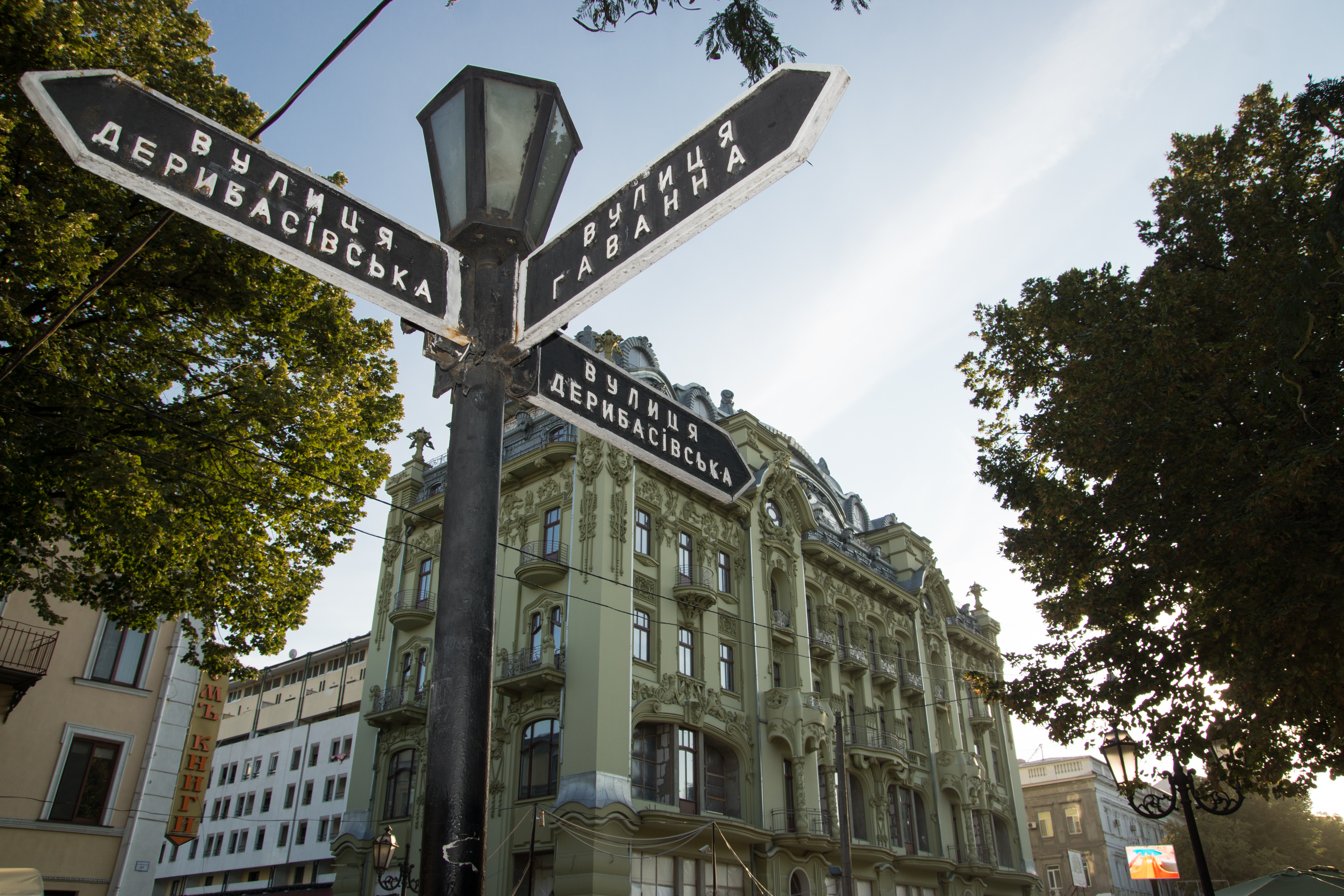
Гостиница «Большая Московская».
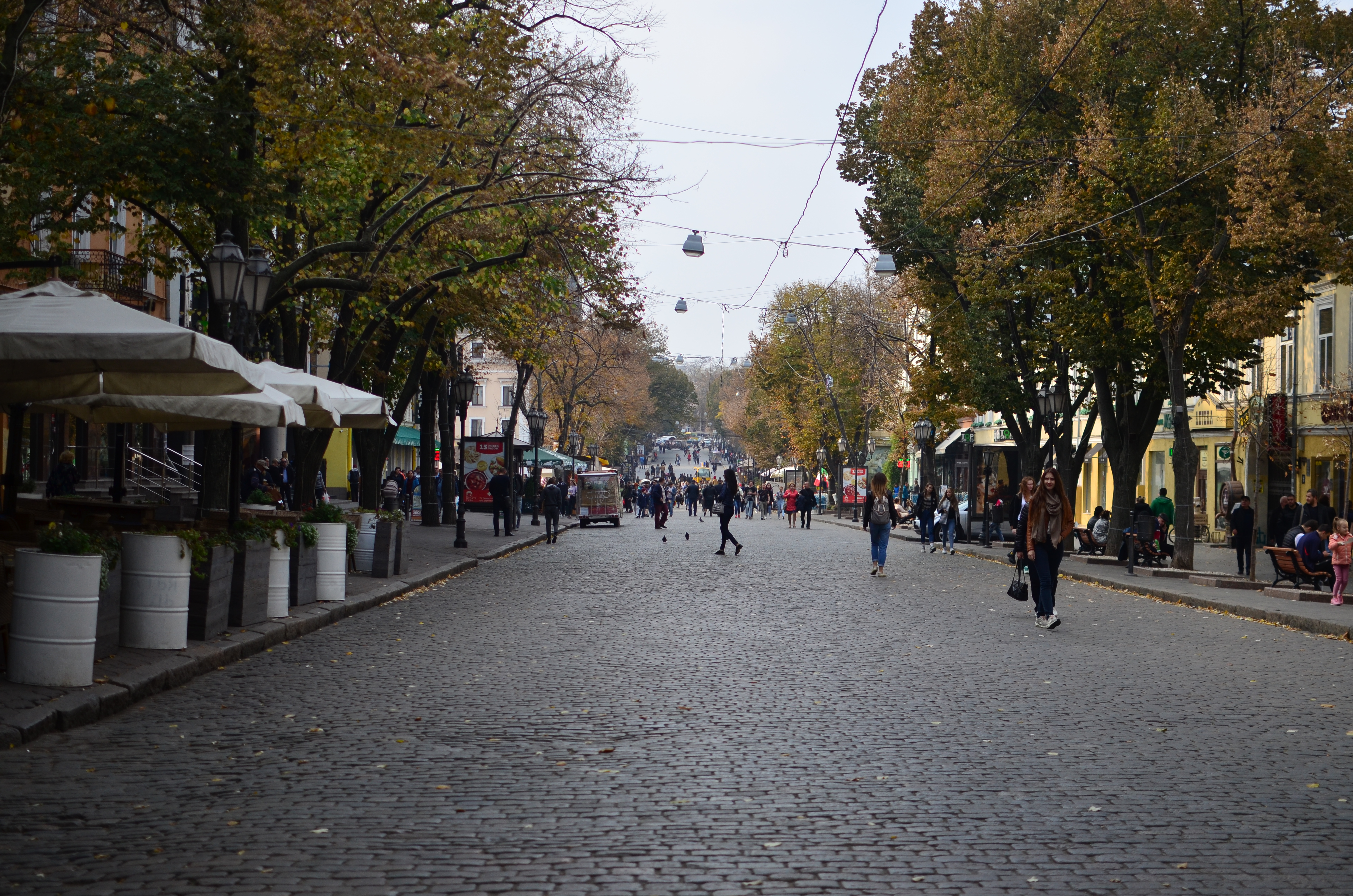
Улица Дерибасовская осенью.